# Sertularella tenella
Sertularella tenella is een hydroïdpoliep uit de familie Sertulariidae. De poliep komt uit het geslacht Sertularella. Sertularella tenella werd in 1857 voor het eerst wetenschappelijk beschreven door Alder.

## Beschrijving
De hoofdstelen komen voort uit een basale stoloon en zijn zigzagvormig en klein, meestal slechts 20 mm lang. De hoofdstam is meestal onvertakt en ringvormig in het basale gebied en tussen elke hydrotheca. De hydrothecae zijn afwisselend en verder uit elkaar dan bij de gegroefde zeeden (S. rugosa). Ze zijn tonvormig met transversale ringen, de opening is ongeveer vierkant van vorm en heeft op elke hoek een enkel tandje. Het operculum bestaat uit vier flappen. De gonothecae zijn ovaal van vorm met dwarse ribbels. De opening is iets verhoogd met 3-4 tandjes.

## Verspreiding
Sertularella tenella komt over de hele Britse Eilanden voor. Deze soort groeit vaak gehecht aan andere hydroïdpoliepen of aan zeewieren in leefomgevingen met sterke golfslag.